# Abu Tor

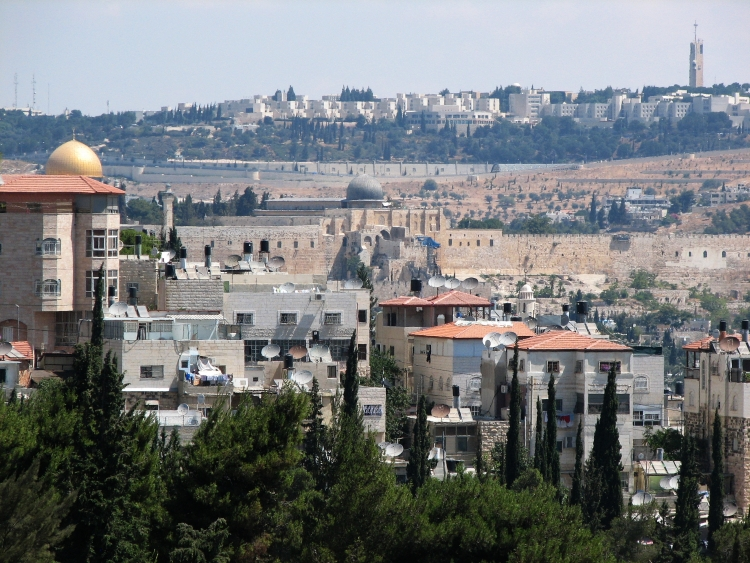
Abu Tor con la mezquita de al-Aqsa al fondo

Abu Tor (en árabe: أبو طور or الثوري‎; en hebreo, אבו תור; literalmente: "Padre del Toro") es un barrio mixto de Jerusalén situado al sur de la Ciudad Vieja, con población tanto palestina como judía. En 2012 tenía 12.940 habitantes.

## Geografía
Se encuentra en la frontera entre Jerusalén Este y Oeste, al sur de la Ciudad Vieja, sobre una colina que ahonda en el Valle de Cedrón. Está rodeado por el Valle de Hinnom al norte; el Valle de Azal (Wadi Yasul o Nahal Azal) al sur; la carretera de Hebrón y la antigua estación de trenes de Jerusalén al oeste; y el paseo Sherover, el asentamiento israelí de Talpiot oriental y el Bosque de la Paz al sur. El nombre oficial en hebreo es Givat Hanania ("Colina de Hananya").

## Historia

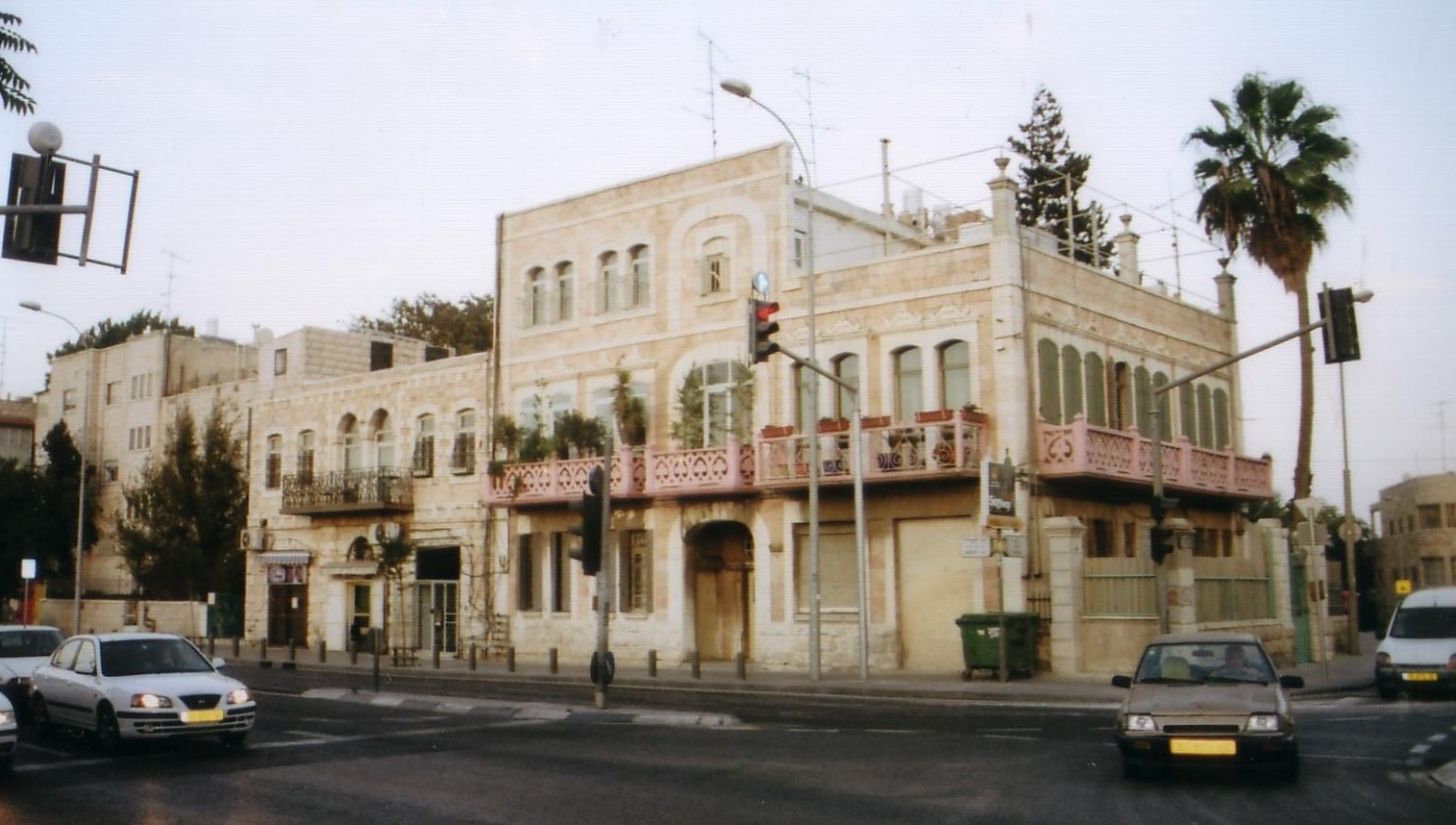
Edificios en torno a la Carretera de Hebrón, en Abu Tor.

Según la tradición, después de que Saladino capturase Jerusalén en 1187, Al-Aziz Uthman entregó la zona de Abu Tor a un oficial del ejército de Saladino. El oficial era el jeque Shehab ed Din, conocido como el jeque "Ahmed et Toreh" (jeque Ahmed del toro) o, simplemente, "Abu Tor" (el hombre con el toro, o el padre del toro), dado que se contaba de él que acompañaba a Saladino montado en un toro.
La colina en la que se encuentra Abu Tor pasó a conocerse como "Jebel Deir Abu Tor" (montaña del monasterio de Abu Tor) o como la "Colina del Mal Consejo", aludiendo a la leyenda que lo cita como el lugar donde se encontraba la casa de Caifás, en la que Judas planeó traicionar a Jesús. Es posible que ahí se encontrase un monasterio o un convento dedicado a Marcos el Evangelista, cuyo emblema era un buey.
Abu Tor creció como barrio residencial de los árabes musulmanes y cristianos de Jerusalén a finales del siglo XIX. En 1888 se estableció una comunidad judía conocida como Beit Yosef.
Las autoridades del Mandato británico de Palestina incorporaron a Abu Tor en el término municipal jerosolimitano.
Desde 1948, año en el que se estableció el Estado de Israel, y 1967, año en el que comenzó la ocupación israelí de Jerusalén Este, la frontera entre Israel y Jordania transcurría a través de Abu Tor. Partiendo desde la carretera de Hebrón, las primeras cuatro carreteras eran israelíes y en el resto vivían palestinos bajo control jordano. La actual calle Asael servía como frontera entre ambas partes del barrio, y una alambrada la recorría de punta a punta.
En enero de 1949, Israel y Jordania comenzaron una serie de negociaciones sobre el estatus de Jerusalén en las que estuvieron representados por Moshe Dayan y Abdullah el-Tell, respectivamente. Dayan defendió que la partición de Jerusalén era una posición de interés común y ofreció un intercambio de territorios que incluía el puesto militar en Abu Tor, pero su oferta fue rechazada.

## Demografía
Abu Tor es uno del pocos barrios de Jerusalén con una población mixta palestina y judía. Debido precisamente a esta heterogeneidad, numerosos corresponsales extranjeros, diplomáticos y empleados de las Naciones Unidas eligen Abu Tor para vivir. Abu Tor tenía una población de 12.940 habitantes en 2012.

## Urbanismo
Abu Tor cuenta con un gran cine multiplex conocido como el complejo Sherover. En su zona centro, junto a la carretera de Hebrón, hay siete cines, multitud de cafeterías y restaurantes, un auditorio, una biblioteca y aulas y galerías de arte. En este complejo de ocio, inaugurado en 2015, también se proyectan películas durante el shabat judío.